# Miss North Dakota USA
A competição de Miss North Dakota USA é o concurso de beleza destinado a eleger a representante do Estado da Dacota do Norte para o concurso Miss USA.
A Dakota do Norte é um dos Estados menos bem-sucedidos no concurso nacional, com apenas três classificações e nenhuma coroa de Miss USA. Sua melhor classificação ocorreu em 1966, quando Judy Slayton ficou em quarto lugar, no concurso vencido pela californiana Maria Remenyi. Nenhuma Miss North Dakota USA se classificou desde 1996.

## Sumário de resultados
- 2ª(s) colocada(s): Audra Mari (2014)
- 4ª(s) colocada(s): Judy Slayton (1966)
- 5ª(s) colocada(s): Elizabeth Jaeger (1983)
- Top 6: Juliette Spier (1996), Cheryl Knutson (1964)

## Vencedoras
| Ano  | Nome                 | Cidade            | Idade1 | Classificação no Miss USA | Premiações Especiais no Miss USA | Notas |
| ---- | -------------------- | ----------------- | ------ | ------------------------- | -------------------------------- | --- |
| 2020 | Macy Christianson    | Minot             | 23     |                           |                                  | Anteriormente Miss North Dakota 2017 |
| 2019 | Samantha Redding     | Burlington        | 22     |                           |                                  | |
| 2018 | Abigail Pogatshnik   | Bismarck          | 19     |                           |                                  | |
| 2017 | Raquel Wellentin     | Fargo             | 24     |                           |                                  | |
| 2016 | Halley Maas          | Grand Forks       | 22     |                           |                                  | |
| 2015 | Molly Ketterling     | Elgin             | 20     |                           |                                  | |
| 2014 | Audra Mari           | Fargo             | 20     | 2ª colocada               |                                  | Mais tarde Miss World America 2016. |
| 2013 | Stephanie Erickson   | Fargo             | 23     |                           |                                  | |
| 2012 | Jaci Stofferahn      | Fargo             | 22     |                           |                                  | |
| 2011 | Brandi Schoenberg    | Mohall            | 26     |                           |                                  | Anteriormente Miss North Dakota International 2007. |
| 2010 | Taylor Ellen Kearns  | Fargo             | 20     |                           |                                  | Anteriormente Miss North Dakota Teen USA 2007 |
| 2009 | Kelsey Erickson      | Grand Forks       | 22     |                           |                                  | |
| 2008 | Stephanie Tollefson  | New Rockford      | 21     |                           |                                  | Substituiu Bethany Nesheim em 16 de dezembro de 2007 após a sua mudança para outro Estado.                                                                          |
| 2007 | Rachel Mathson       | Thief River Falls | 25     |                           |                                  | |
| 2006 | Kimberly Krueger     | Fargo             | 21     |                           |                                  | |
| 2005 | Chrissa Miller       | Bismarck          | 20     |                           |                                  | |
| 2004 | Jennifer Smith       | Fargo             | 27     |                           |                                  | Contestant at National Sweetheart 1998 |
| 2003 | Samantha Edwards     | Fargo             | 23     |                           |                                  | |
| 2002 | Amy Elkins           | Riverdale         |        |                           |                                  | |
| 2001 | Michelle Guthmiller  | Palermo           |        |                           |                                  | |
| 2000 | Amie Hoffner         | Minot             |        |                           |                                  | |
| 1999 | Shayna Bank          |                   |        |                           |                                  | |
| 1998 | Alison Nesemeier     | Casselton         |        |                           |                                  | Anteriormente Miss North Dakota Teen USA 1994 |
| 1997 | Lauri Marie Gapp     | Fargo             | 25     |                           |                                  | |
| 1996 | Juliette Spier       |                   | 20     | Finalista                 |                                  | Anteriormente Miss North Dakota Teen USA 1992 |
| 1995 | Jean Stallmo         |                   |        |                           |                                  | |
| 1994 | Amy Lantz            |                   |        |                           |                                  | |
| 1993 | Jennifer Seminary    | Fargo             |        |                           |                                  | Anteriormente Miss North Dakota Teen USA 1988 |
| 1992 | Camie Fladeland      |                   |        |                           |                                  | |
| 1991 | Mischelle Chistensen |                   |        |                           |                                  | |
| 1990 | Kari Larson          |                   |        |                           |                                  | Anteriormente Miss North Dakota Teen USA 1984, top 10 no Miss Teen USA 1984                                                                                         |
| 1989 | Carla Christofferson | Tolna             |        |                           |                                  | Competiu anteriormente pelo título de Miss North Dakota em 1987 e 1988. Ela terminou em 5º lugar em ambos os anos e venceu a competição de trajes de bahno em 1987. |
| 1988 | Kate Sevde           | Williston         |        |                           |                                  | |
| 1987 | Shelley Gangness     | Fargo             |        |                           |                                  | |
| 1986 | Beth Remmick         | Minot             |        |                           |                                  | |
| 1985 | Regina Schatz        | Linton            |        |                           |                                  | |
| 1984 | Suzanne Lewis        | Fargo             |        |                           |                                  | |
| 1983 | Elizabeth Jaeger     | Fargo             |        | 5ª colocada               |                                  | Mais tarde Miss North Dakota 1985 |
| 1982 | Tammy Martinson      | Lansford          |        |                           |                                  | |
| 1981 | Laurie Saarinen      | Jamestown         |        |                           |                                  | Mais tarde Miss Minnesota 1982 |
| 1980 | Kim Thompson         | Minot             |        |                           |                                  | |
| 1979 | Renae Hermanson      | Crosby            |        |                           |                                  | |
| 1978 | Theresa Olson        | Fargo             |        |                           |                                  | |
| 1977 | Barbara Redlin       | Ellendale         |        |                           |                                  | |
| 1976 | Linda Paulson        | Bowman            |        |                           |                                  | Mãe de Kirsten Norderhaug, Miss Wisconsin Teen USA 2010 |
| 1975 | Renae Saville        |                   |        |                           |                                  | |
| 1974 | Judith Waltz         |                   |        |                           |                                  | |
| 1973 | Barbara Lundien      |                   |        |                           |                                  | |
| 1972 | Gail Schmeichel      |                   |        |                           |                                  | |
| 1971 | Joanne Engel         |                   |        |                           |                                  | |
| 1970 | Nancy Jean Perry     | Minot             |        |                           |                                  | |
| 1969 | Beckee Benz          |                   |        |                           |                                  | |
| 1968 | Jewel Chrstensen     |                   |        |                           |                                  | |
| 1967 | Jacqueline Linder    |                   |        |                           |                                  | |
| 1966 | Judy Slayton         |                   |        | 4ª colocada               |                                  | 4ª colocada no Miss American Beauty 1965, título para a representante americana no Miss Internacional                                                               |
| 1965 | Patricia Dodge       |                   |        |                           |                                  | |
| 1964 | Cheryl Knutson       |                   |        | finalista                 |                                  | finalista no Miss USA-World, Jr Miss Majorette of America |
| 1963 | Karen Kopseng        |                   |        |                           |                                  | |
| 1962 | Não competiu         |                   |        |                           |                                  | |
| 1961 | Não competiu         |                   |        |                           |                                  | |
| 1960 | Twila Fleckton       |                   |        |                           |                                  | |
| 1959 | Patricia McGinley    |                   |        |                           |                                  | |
| 1958 | Diana Spidahl        |                   |        |                           |                                  | |
| 1957 | Anne-Marit Studness  |                   |        |                           |                                  | |
| 1956 | Mary Harroun         |                   |        |                           |                                  | |
| 1955 | Joan Smith           |                   |        |                           |                                  | |
| 1954 | Jane Hewitt          |                   |        |                           |                                  | |
| 1953 | Marilyn Caufield     |                   |        |                           |                                  | |
| 1952 | Gloria Rowe          |                   |        |                           |                                  | |

1 Idade à época do concurso Miss USA